# Colibrí mango bec d'alena
El colibrí mango bec d'alena (Avocettula recurvirostris) és una espècie d'ocell de la subfamília dels politmins (Polytminae) dins la família del troquílids (Trochilidae) i única espècie del gènere Avocettula (Reichenbach, 1849). Habita els boscos del sud-est de Veneçuela, Guaiana, est de l'Equador i Brasil amazònic.